# Strychnos odorata
Strychnos odorata is een plantensoort uit de familie Loganiaceae. Het is een klimstruik, die zich met ranken aan andere planten vasthecht voor houvast. De bladeren worden soms uit het wild verzameld voor lokaal gebruik als parfum. De geurige bladeren worden over het lichaam gewreven om te parfumeren.
De soort komt voor in tropisch West-Afrika, van Liberia tot in Ivoorkust. Hij groeit daar in bossen. 